# Dance Again
Singles de Jennifer Lopez
T.H.E. (The Hardest Ever)
(2011) Follow the Leader
(2012)
Singles par Pitbull
Back in Time
(2012) I'm All Yours
(2012)
Dance Again est une chanson de l'artiste américaine Jennifer Lopez produite par RedOne et en collaboration avec le rappeur Pitbull. Il s'agit de la 3e collaboration de Jennifer Lopez avec Pibull après le single promotionnel Fresh Out the Oven et On the Floor en 2011.

## Clip vidéo
Le clip vidéo a été réalisé par Paul Hunter. Hunter avait déjà travaillé avec Jennifer Lopez pour If You Had My Love, Feelin' So Good et Papi.

## Classements et certifications

### Classements par pays
| Classement (2012)                       | Meilleure position |
| --------------------------------------- | ------------------ |
| Allemagne (Media Control AG)            | 19                 |
| Australie (ARIA)                        | 28                 |
| Autriche (Ö3 Austria Top 40)            | 8                  |
| Belgique (Flandre Ultratop 50 Airplay)  | 9                  |
| Belgique (Flandre Ultratop 50 Dance)    | 4                  |
| Belgique (Flandre Ultratop 50 Singles)  | 7                  |
| Belgique (Flandre Ultratop R&B/Hip-Hop) | 16                 |
| Belgique (Wallonie Ultratop 50 Airplay) | 4                  |
| Belgique (Wallonie Ultratop 50 Dance)   | 2                  |
| Belgique (Wallonie Ultratop 50 Singles) | 9                  |
| Canada (Hot 100)                        | 4                  |
| Corée du Sud (Gaon Chart)               | 3                  |
| Danemark (Tracklisten)                  | 11                 |
| Espagne (PROMUSICAE)                    | 4                  |
| États-Unis (Hot 100)                    | 17                 |
| Finlande (Suomen virallinen lista)      | 6                  |
| France (SNEP)                           | 15                 |
| France (Club 40)                        | 37                 |
| Hongrie (Single Top 40)                 | 2                  |
| Irlande (IRMA)                          | 12                 |
| Italie (FIMI)                           | 7                  |
| Norvège (VG-lista)                      | 17                 |
| Nouvelle-Zélande (RMNZ)                 | 12                 |
| Pays-Bas (Single Top 100)               | 19                 |
| Tchéquie (IFPI Rádio)                   | 31                 |
| Royaume-Uni (UK Singles Chart)          | 11                 |
| Slovaquie (IFPI Rádio)                  | 8                  |
| Suède (Sverigetopplistan)               | 22                 |
| Suisse (Schweizer Hitparade)            | 14                 |

### Certifications
| Pays                 | Certification            |
| -------------------- | ------------------------ |
| Autriche (IFPI)      | Or[réf. nécessaire]      |
| Canada               | Platine                  |
| Belgique (BEA)       | Or                       |
| Danemark (IFPI)      | Platine[réf. nécessaire] |
| Espagne (Promusicae) | Or[réf. nécessaire]      |
| États-Unis (RIAA)    | Platine                  |
| Finlande (IFPI)      | Or                       |
| Grèce (IFPI)         | Platine[réf. nécessaire] |
| Italie (FIMI)        | Platine[réf. nécessaire] |
| Mexique              | Platine[réf. nécessaire] |
| Suède (GLF)          | Platine[réf. nécessaire] |

## Historique de sortie
| Pays        | Date         | Format                 |
| ----------- | ------------ | ---------------------- |
| Canada      | 2 avril 2012 | Téléchargement digital |
| Australie   | 2 avril 2012 | Téléchargement digital |
| France      | 2 avril 2012 | Téléchargement digital |
| États-Unis, | 2 avril 2012 | Téléchargement digital |
| Irlande     | 2 avril 2012 | Téléchargement digital |
| Mexique     | 2 avril 2012 | Téléchargement digital |
| États-Unis  | 3 avril 2012 | Diffusion radio de R&B |